# Miðvágur
Miðvágur es la capital y mayor localidad del municipio de Vágar, en las Islas Feroe (Dinamarca). Tiene 1.059 habitantes en 2011. Está unida al pueblo de Sandavágur, formando una aglomeración de 1.887 habitantes.
La localidad se dedica principalmente a la pesca, aunque su bahía también es un buen lugar para la caza tradicional de cetáceos.

## Geografía

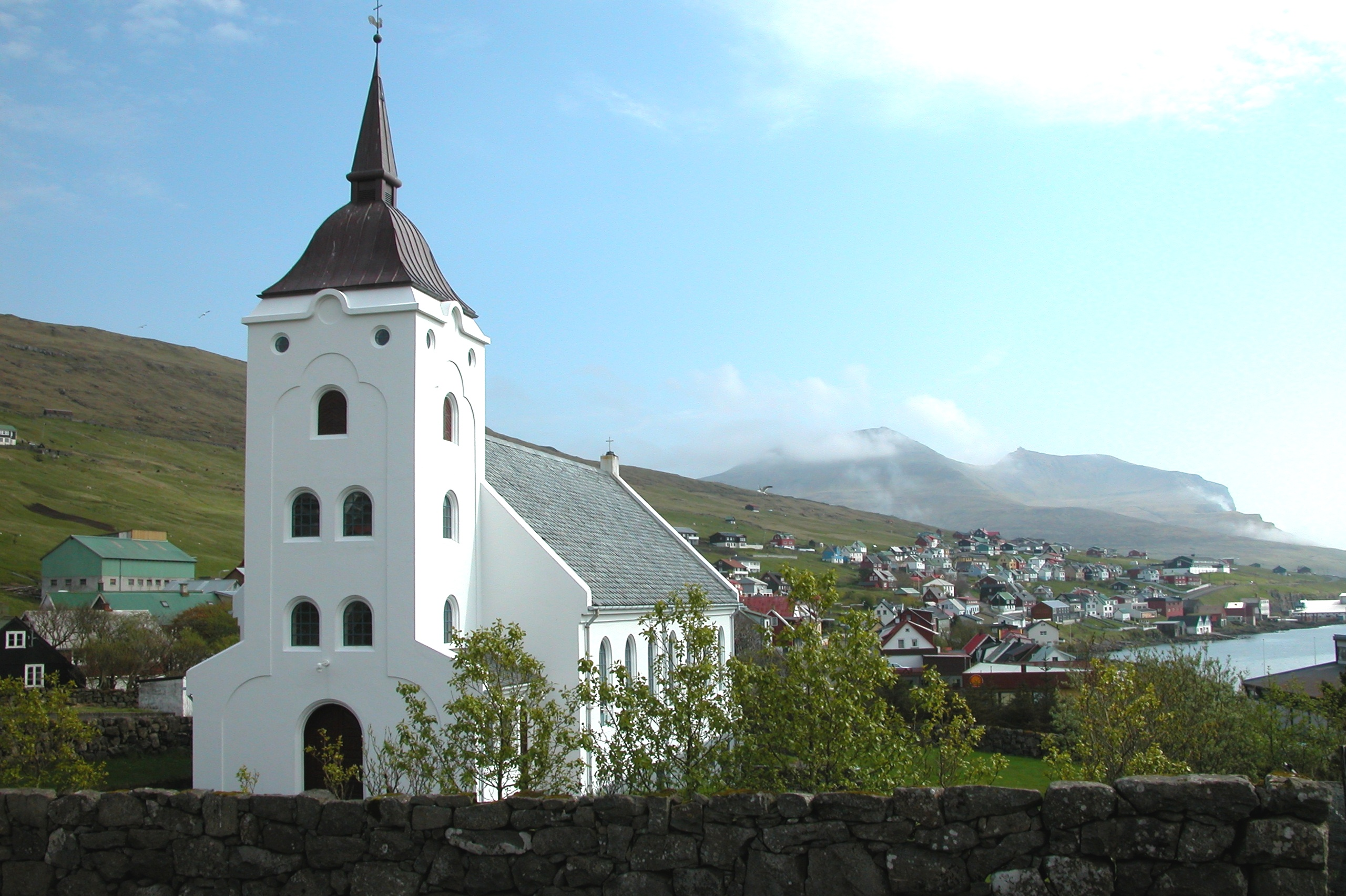
Miðvágur, con su iglesia en primer plano

Miðvágur está en el interior de una bahía también llamada Miðvágur, que le da nombre al pueblo y que significa "bahía de en medio". La entrada de la bahía está cerrada en su mayor parte por un dique, que sirve para proteger al puerto pero también para encerrar a los calderones que entran en ella.
El pueblo se encuentra en un valle al sur del monte Reynsatindur, que por este lado tiene una pendiente menos pronunciada que por el norte. Al sur hay dos montañas que forman acantilados en el mar. Al oeste se encuentra el lago Leitisvatn, el mayor de las Islas Feroe, que desagua por el sur formando una cascada que cae directamente al mar.
Miðvágur es atravesada por la carretera principal de Vágar, que pasa por todos los poblados de la misma. Los pueblos más cercanos son Vatnsoyrar, al noroeste, y Sandavágur al este. Con esta última Miðvágur está prácticamente unida. Hay un servicio de autobuses a Tórshavn, con un recorrido estimado de 45 minutos. El aeropuerto de Vágar se encuentra al oeste de Miðvágur, a escasos 10 minutos por carretera.

## Historia

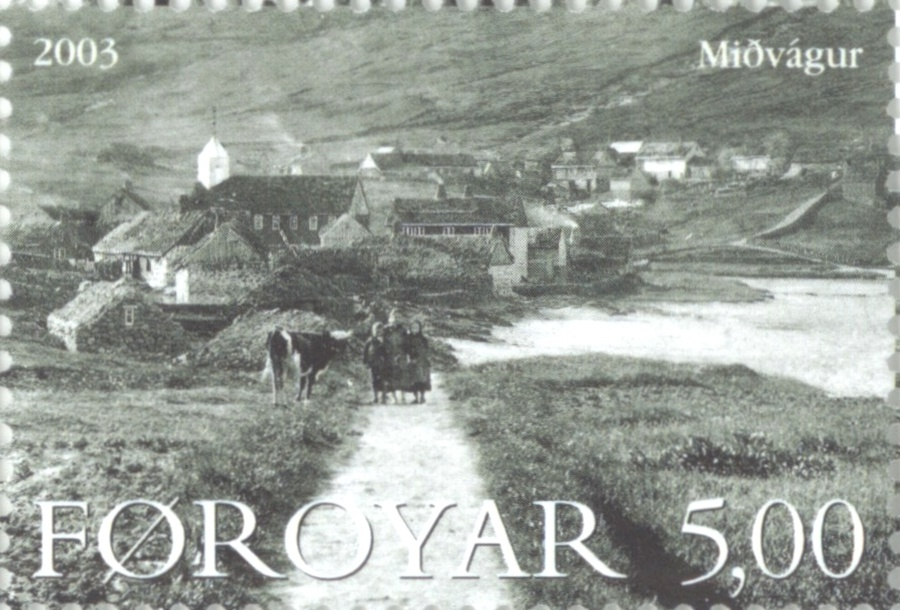
Sello postal con una fotografía de Miðvágur de principios del.

Aunque Miðvágur es nombrada por primera vez en un documento escrito del siglo XIV, se sabe por excavaciones arqueológicas que el asentamiento es bastante anterior, y tiene sus orígenes en la era vikinga. Miðvágur fue sitio de una asamblea local (várting). La bahía del pueblo ha sido históricamente uno de los mejores sitios para la práctica de la caza de ballenas. En 1899 se logró aquí la mayor captura de cetáceos de que se tiene noticia en las Feroe: 1.300 individuos en un solo día.
Miðvágur formó su propio municipio desde 1915. Además de la capital, también le pertenecía el pequeño pueblo de Vatnsoyrar (fundado en 1921). El municipio de Miðvágur se disolvió el 1 de enero de 2009 cuando se fusionó con el de Sandavágur para formar el nuevo municipio de Vágar, del que Miðvágur fue designada capital.

## Cultura y deporte

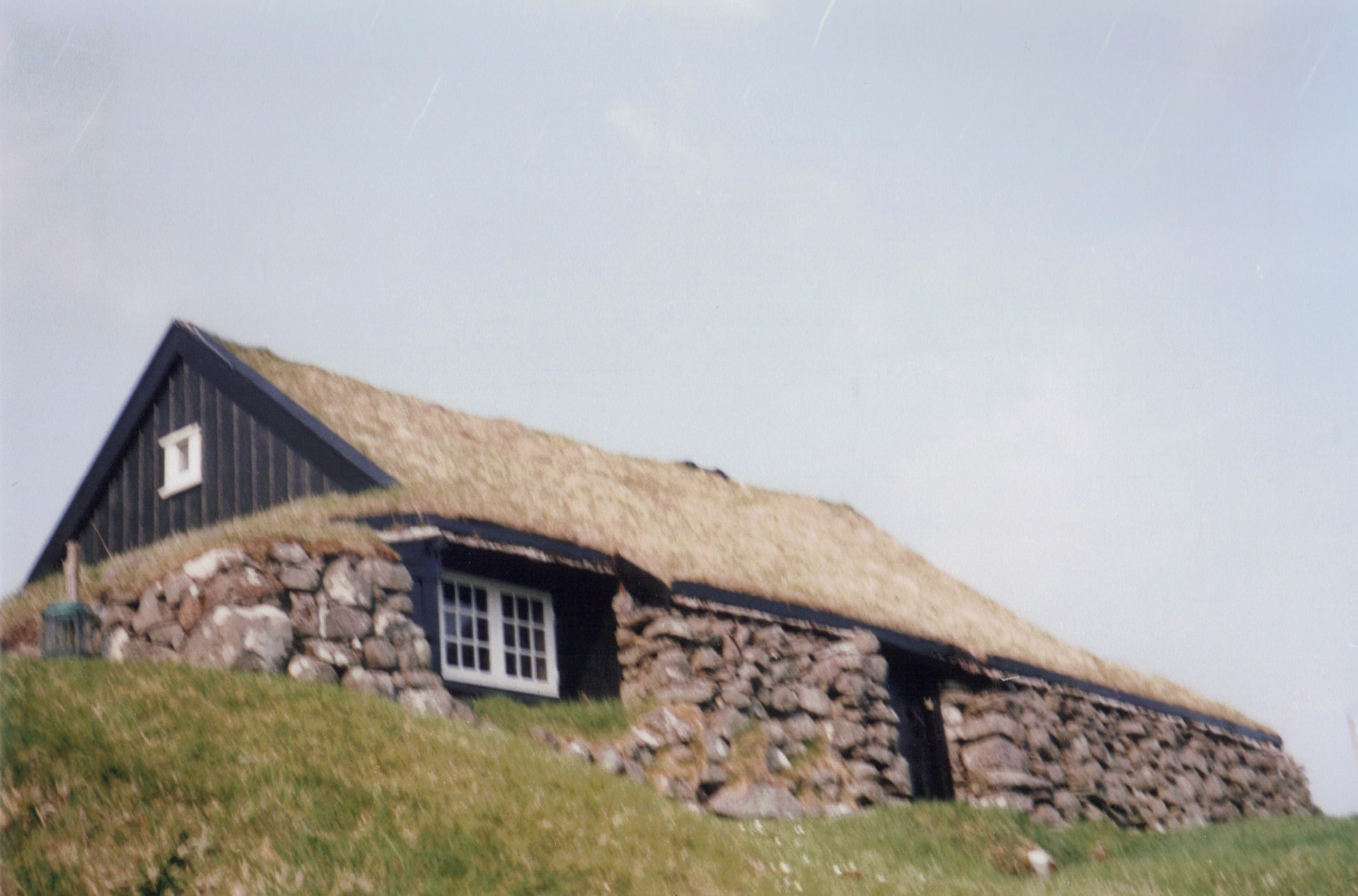
Kálvalíð

Miðvágur tuvo su propia escuela primaria en 1896. La nueva escuela primaria, localizada entre Miðvágur y Sandavágur, se construyó en 1961 y es compartida por los dos pueblos. Dentro de sus instalaciones se encuentra la biblioteca pública.
La casa conocida como Kálvalíð —actualmente un museo— data de finales de la Edad Media y es una de las construcciones más antiguas de las Islas Feroe. Es una construcción típica feroesa, erigida en piedra y madera con techo vegetal. Fue residencia de los sacerdotes del pueblo y ahí vivió Beinta Broberg, una famosa viuda de un párroco.
Otro museo es el Museo de la Guerra (Krígssavnið), enfocado a la historia de las Islas Feroe durante la Segunda Guerra Mundial.
Miðvágur tiene varios clubes deportivos: voleibol, bádminton, fútbol, remo, arquería y equitación. Los deportes de salón se practican en las instalaciones de la escuela primaria. El club de fútbol MB (Miðvágs Bóltfelag) utiliza la cancha del pueblo; fue fundado en 1905 y para 2011 jugaba en la tercera división feroesa.
El Vestavstevna es el festival de verano de Vágar. Se celebra cada año a mediados de julio, de manera alternada en los tres poblados principales de la isla (Miðvágur, Sandavágur y Sørvágur). En 2011 le tocó a Miðvágur ser la sede, y repetirá en 2014.

## Religión
En Miðvágur reside un sacerdote de la Iglesia de las Islas Feroe que sirve en todos los templos de Vágar y en el de Mykines, ya que ambas islas constituyen una sola parroquia. La Iglesia tiene en el pueblo una casa de misión. Hay también una pequeña comunidad evangélica.
La iglesia de Miðvágur fue construida entre 1948 y 1952. Su diseñador, Heini Joensen, quien estudió en Bergen, Noruega, le impregnó a su obra cierta influencia modernista.
En el pueblo se encuentra el cementerio británico, que data de la Segunda Guerra Mundial.